# Gyantáscédrusformák

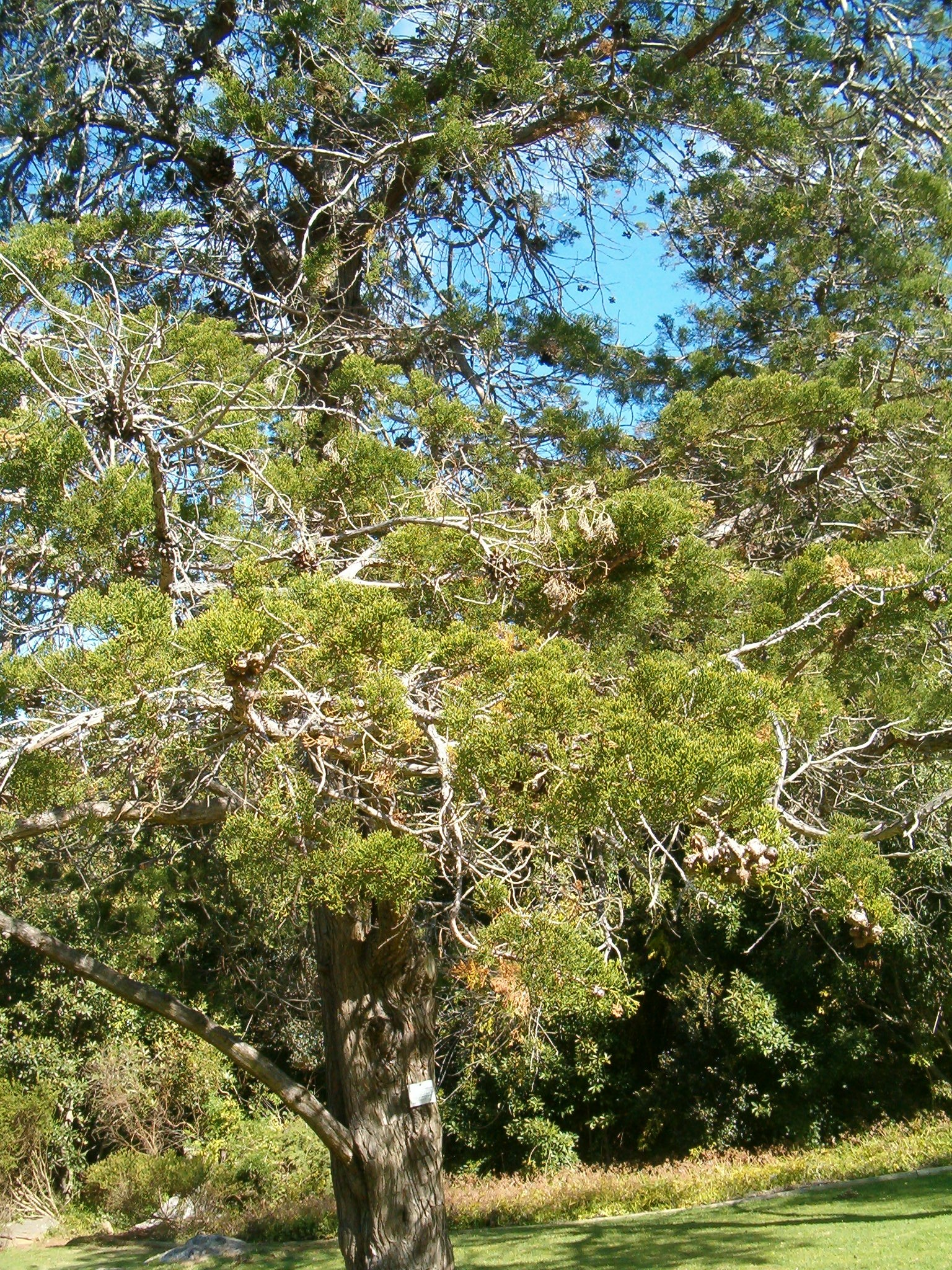
Widdringtonia nodiflora a Kirstenbosh Botanikus Kertben

A gyantáscédrusformák (Callitroideae) a fenyőalakúak (Pinales) rendjébe sorolt ciprusfélék (Cupressaceae) családjának egyik nagy (sok fajt számláló) alcsaládja kilenc-tíz nemzetség mintegy 36 fajával.

## Származásuk, elterjedésük
A család két nagy alcsaládja közül ez az, amelynek fajai a déli féltekén honosak, Elterjedési területüket kiválóan mutatja Alvar Promis térképe
A feltűnően sok, egymástól izolált monotipikus nemzetség arra utal, hogy az alcsalád visszaszorulóban van; sok faja paleoendemikus. Ez általában (néhány sikeres faj kivételével) igaz a ciprusfélék (Cupressaceae) teljes családjára.

## Megjelenésük, felépítésük
.

## Felhasználásuk
Több faj illatos, jó megjelenésű, könnyen megmunkálható, tartós, a farontóknak ellenálló fája népszerű bútoripari alapanyag.
Ugyancsak több fajukat ültetik dísznövénynek, alapvetően a mediterrán éghajlatú és melegebb vidékeken.

## Rendszertani felosztásuk
Az alcsaládot nemzetségre osztják:
- Actinostrobus 3 recens fajjal;
  - Actinostrobus acuminatus,
  - Actinostrobus arenarius,
  - Actinostrobus pyramidalis;

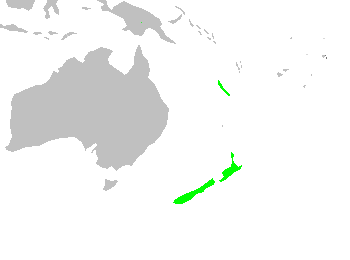
A Libocedrus nemzetség elterjedési területe

- Austrocedrus nemzetség egyetlen fajjal:
  - Austrocedrus chilensis;

- gyantáscédrus (Callitris) nemzetség közel harminc fajjal;

- Diselma nemzetség egy recens és egy kihalt fajjal;
  - Diselma archeri;
  - †Diselma microfolius;

- patagónciprus (Fitzroya) nemzetség egyetlen fajjal:
  - alercefa (Fitzroya cupressoides = Fitzroya patagonica);

- Libocedrus nemzetség öt recens és három kihalt fajjal (Új-Zélandon és Új-Kaledóniában);
  - Libocedrus austrocaledonica;
  - Libocedrus bidwillii;
  - Libocedrus chevalieri;
  - Libocedrus plumosa;
  - Libocedrus yateensis;
  - †Libocedrus balfourensis;
  - †Libocedrus leaensis;
  - †Libocedrus microformis;

- Neocallitropsis nemzetség egyetlen fajjal:

- - Neocallitropsis pancheri;

- Papuacedrus nemzetség egyetlen fajjal:
  - Papuacedrus papuana;

- Pilgerodendron nemzetség egyetlen fajjal:
  - Pilgerodendron uviferum;

- Widdringtonia nemzetség 4 recens fajjal.